# Симон де ла Валле
Симон де ла Валле́ (фр. Simon de la Vallée; 1600, Париж — 28 ноября 1642, Стокгольм) — франко-шведский архитектор. Первый архитектор в Швеции, получивший формальное академическое образование и создавший национальную архитектурную школу.

## Биография
Симон родился в Париже и был сыном Марена де ла Валле (Marin de la Vallée, 1576—1655), архитектора, связанного со строительством парижского Отеля де Виль (Hôtel de Ville) и Люксембургского дворца. После обучения у Саломона Деброса (1571—1626) он провёл следующие восемь лет в учебных поездках, в частности, в Италию, Сирию, Иерусалим и Персию. После возвращения архитектора в Париж в 1633 году принц Фредерик Генрих Оранский поручил ему провести работы во дворце Хонселарсдейк в Нидерландах.
В 1637 году Симон де ла Валле был приглашен фельдмаршалом Оке Тоттом от имени шведской королевы Кристины в Стокгольм, где он работал на строительстве замка Эколсунд. В 1639 году ему было присвоено звание королевского архитектора. Последующие заказы включали замки Тидо и Хессельбю, а также несколько дворцов в Стокгольме. Симон де ла Валле разработал изысканный проект «Рыцарского дома» (Riddarhuset), но был убит дворянином Эриком Оксеншерном через неделю после начала строительства. Строительство было завершено его сыном Жаном де ла Валле, которого он сам выучил на архитектора.
Другие здания, спроектированные Симоном де ла Валле, включают дворец Акселя Оксеншерна, вдохновленный дворцами эпохи итальянского Возрождения работы Рафаэля, и восьмиугольную церковь Гедвиги Элеоноры в Стокгольме.

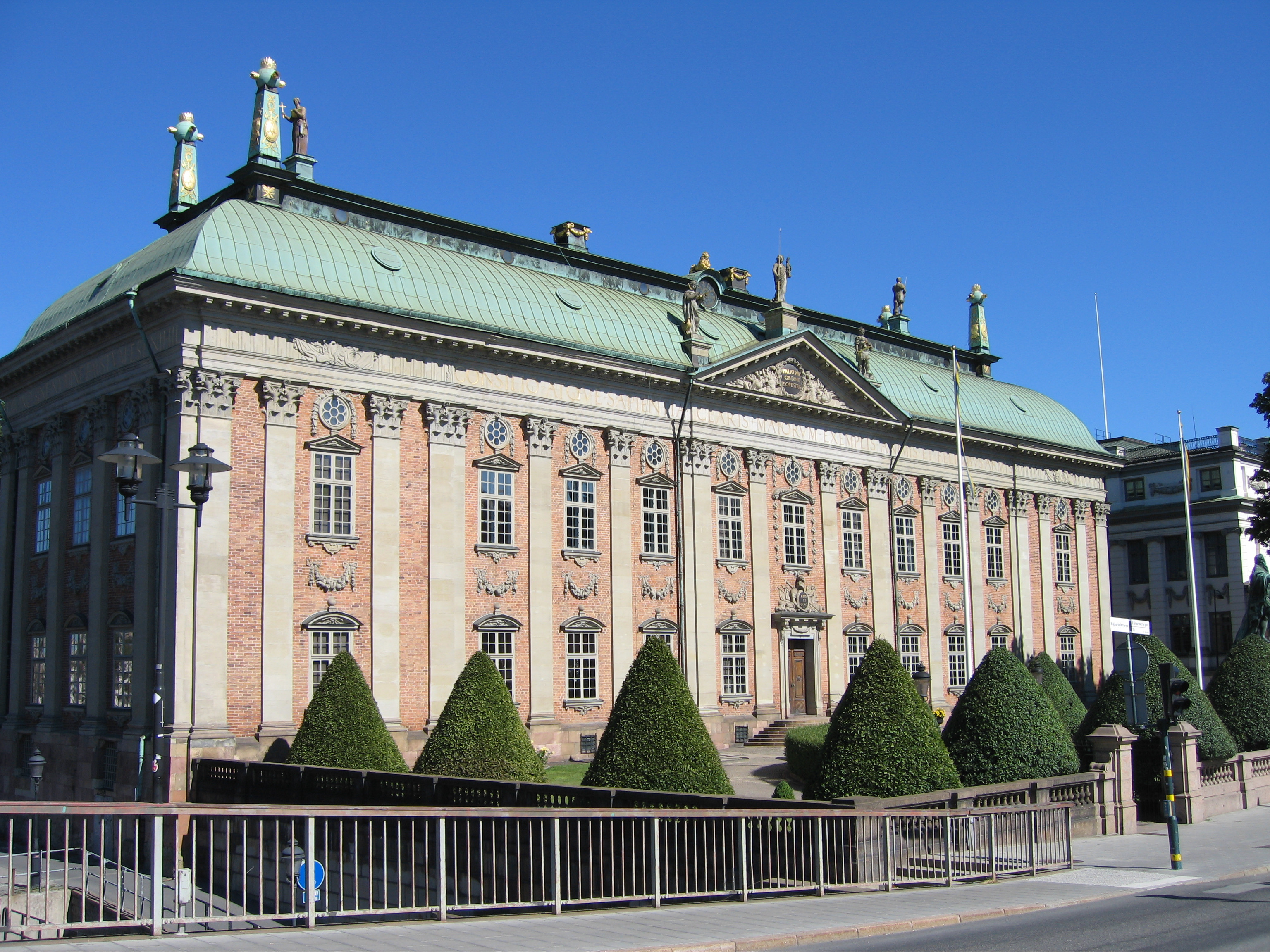
«Рыцарский дом» (Riddarhuset) в Стокгольме. 1653–1656
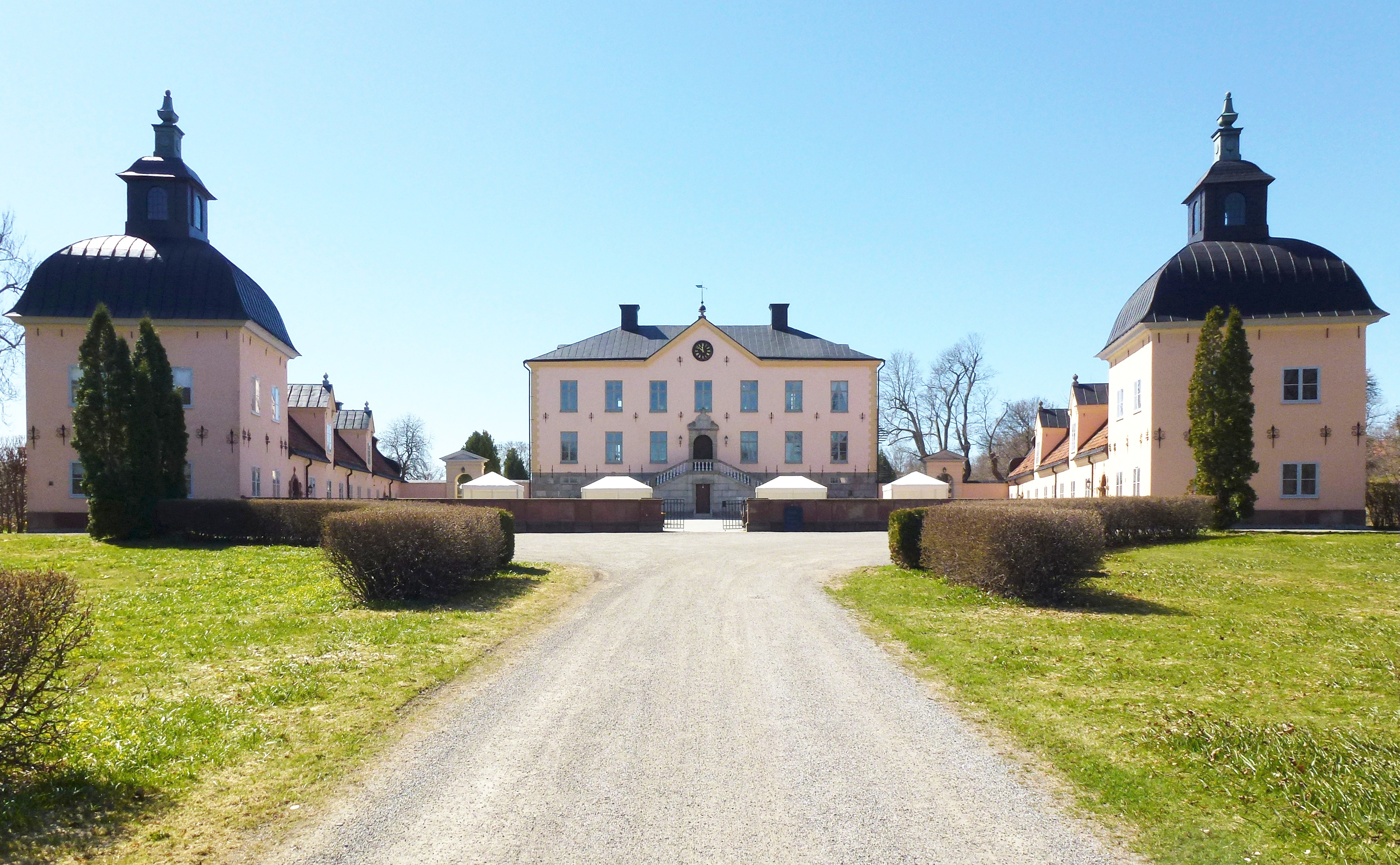
Замок Хессельбю. 1650-е гг. Стокгольм
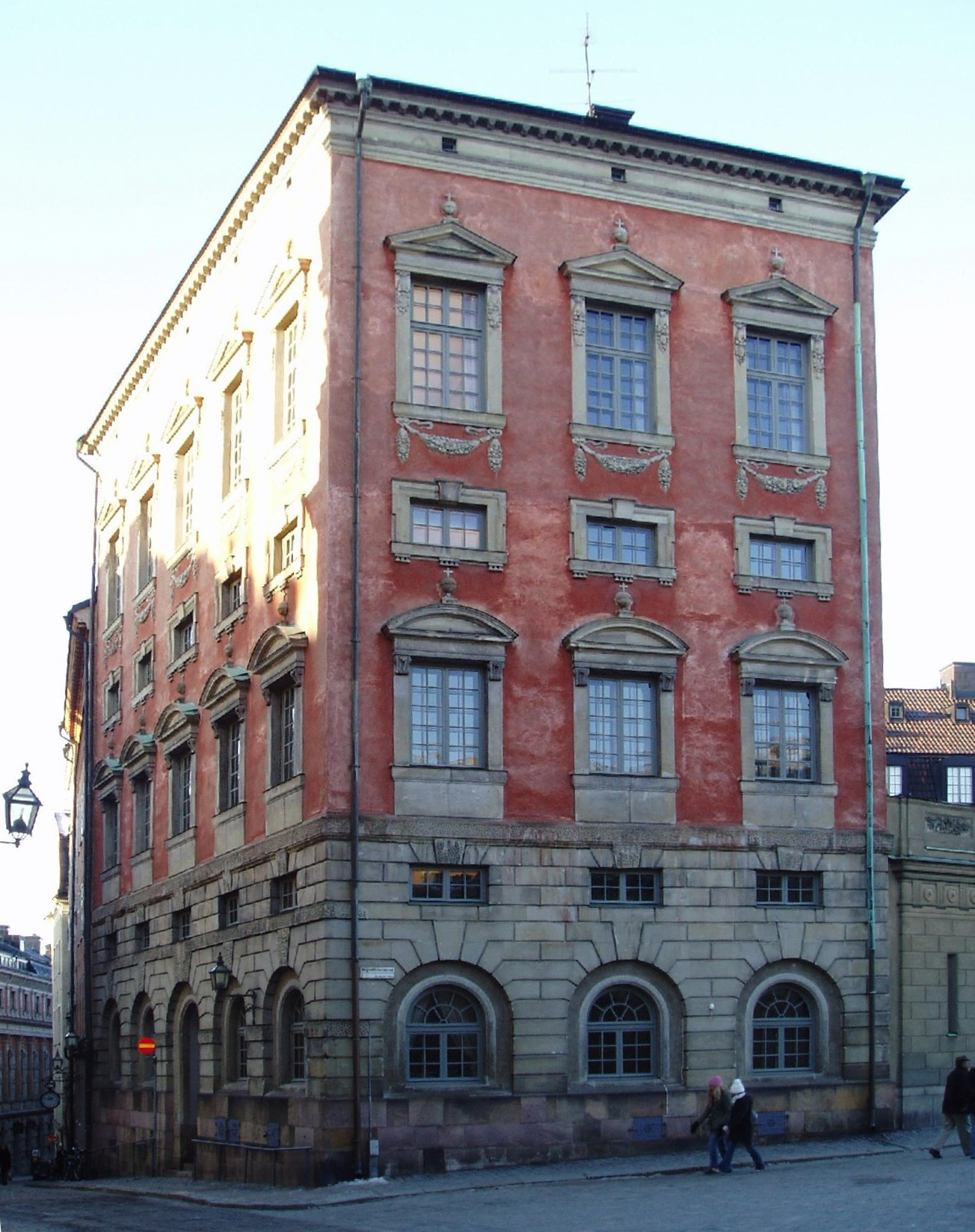
Дворец Оксеншерна. 1653. Стокгольм
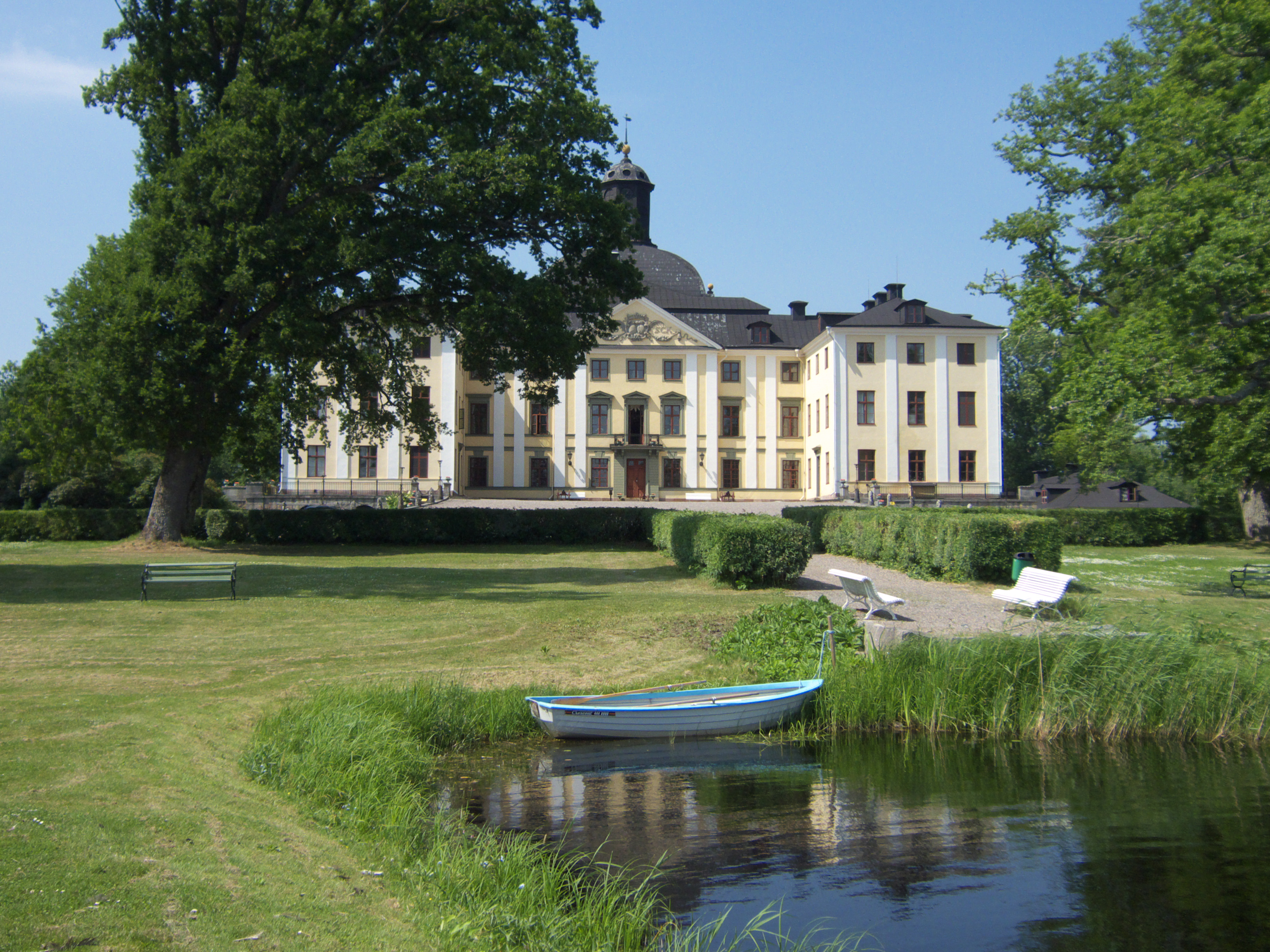
Замок Орбихус. Уппсала
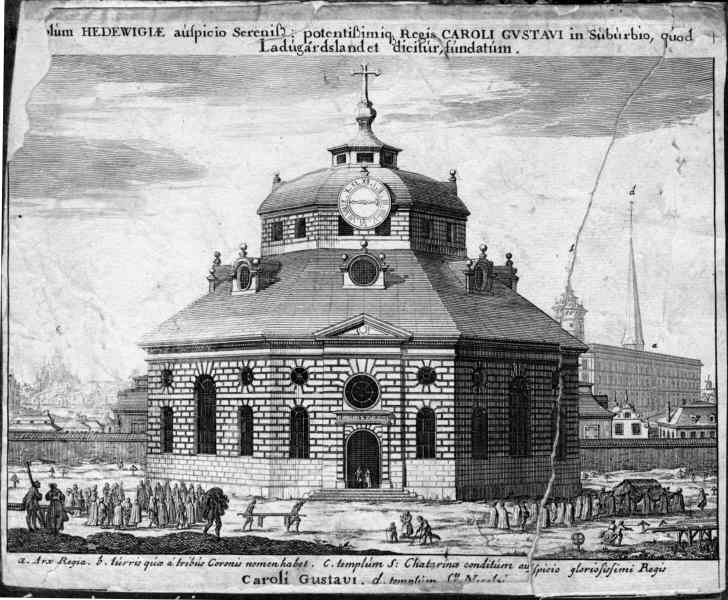
Церковь Гедвиги Элеоноры. Первый проект
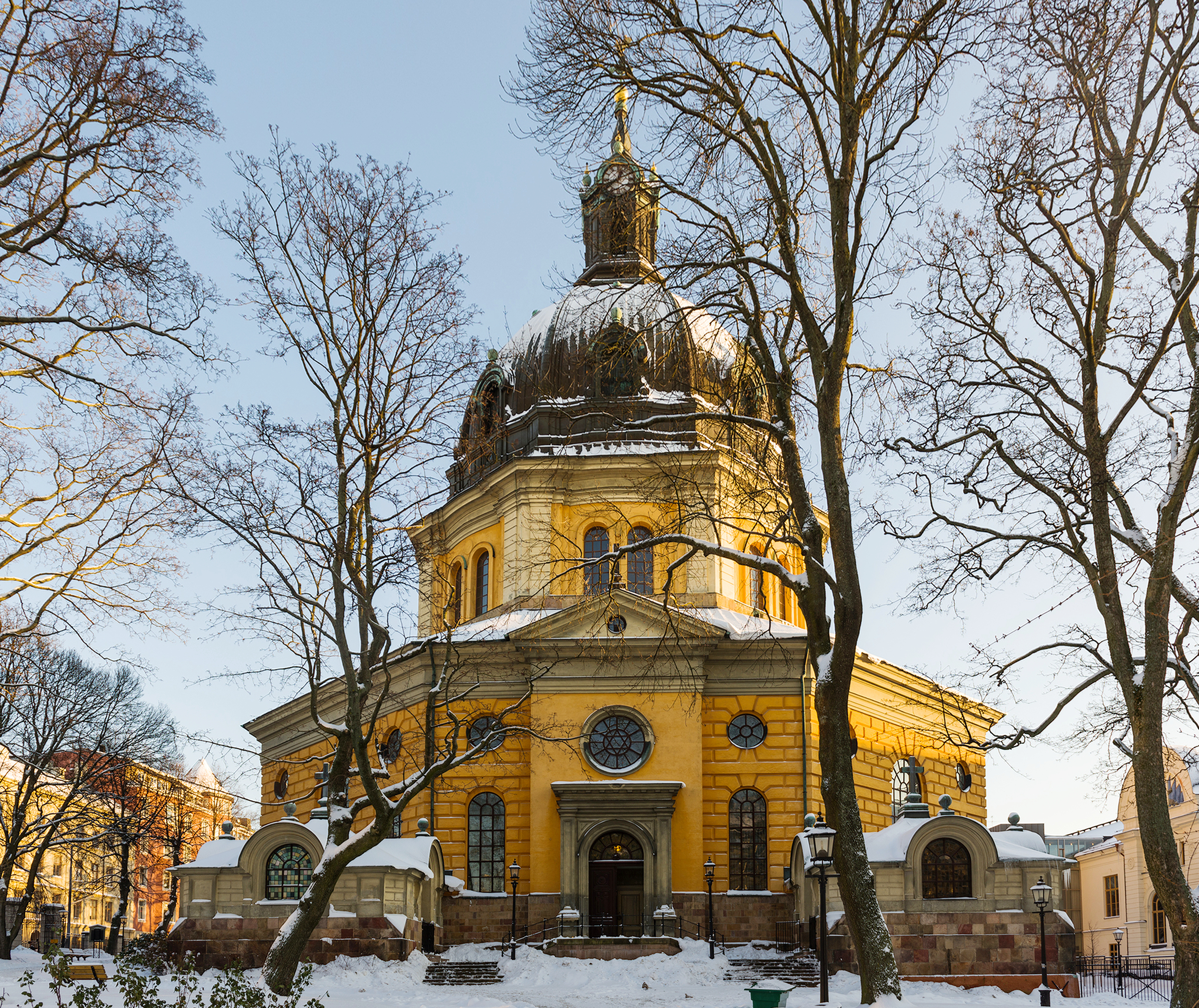
Церковь Гедвиги Элеоноры. Современный вид. Стокгольм